# Килис
Кили́с (тур. Kilis, курд. Kilîs) — город и район на юго-востоке Турции, недалеко от границы с Сирией, в провинции Килис, административный центр провинции.

## География

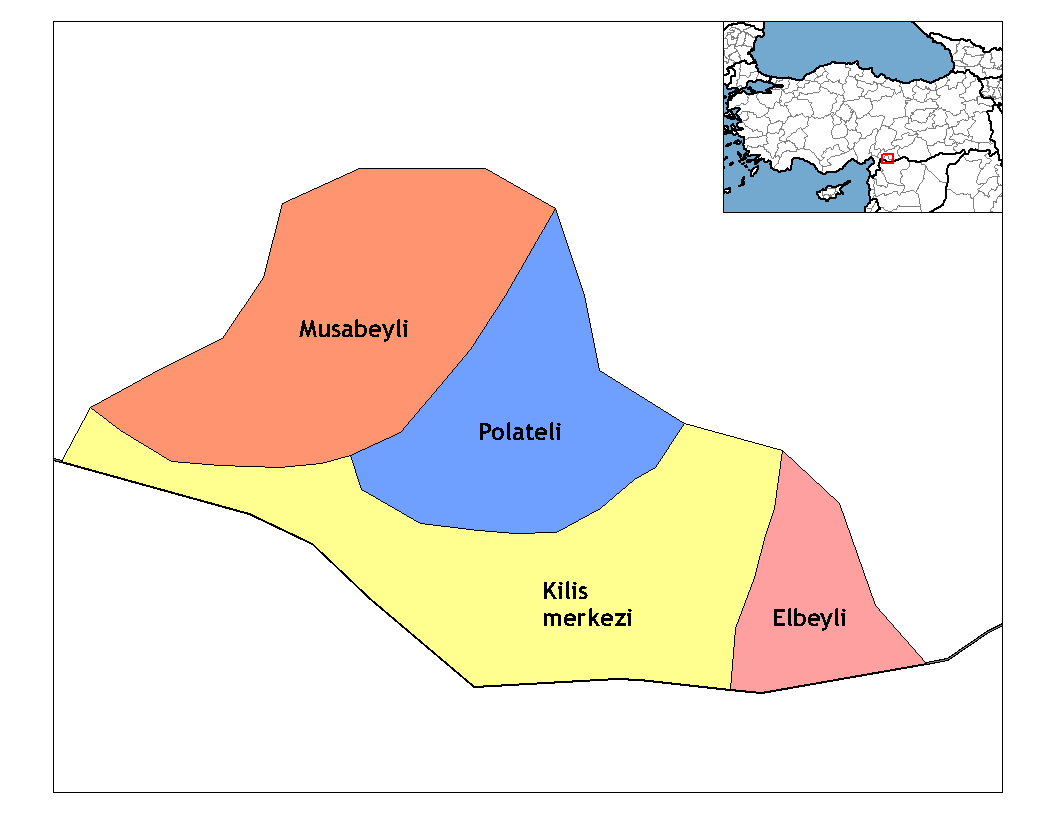
Район Килис (жёлтый) на карте провинции Килис.

Провинциальный центр Килис расположен в 55 км от Газиантепа и в 10 км от границы с Сирией. Площадь провинции составляет 1521 км², находится он в юго-западной части Газиантепского плато, которое простирается между Антакьей и Марашем, а также рекой Евфрат в Юго-Восточной Анатолии. Килис окружён тремя важными городами Газиантеп, Антакья и Алеппо, в регионе, в котором заканчивается Анатолийское плато и начинается Сирийская равнина. В результате своей близости к северному Средиземноморью он находится в переходном регионе между средиземноморским климатом и континентальным климатом. Он находится в северо-западной части региона Месопотамии, известного как Плодородный полумесяц, который был зоной расселения с самого начала истории.
Сирийский пограничный переход Öncüpınar находится в 5 км к югу, а крупный город Газиантеп в 60 км к северу. До 1996 года Килис был округом провинции Газиантеп, пока не стал отдельной провинцией по инициативе Тансу Чиллер после победы на всеобщих выборах 1995 года.
Ил располагается на турецко-сирийской границей на юге, районом Ислахие Газиантепа на северо-западе, Газиантепом на северо-востоке и районом Огузели Газиантепа на востоке.

### Климат
Килис имеет жаркий летний средиземноморский климат (классификация климатов Кёппена Csa), с очень жарким, сухим и долгим летом и прохладной и дождливой зимой, с редкими снегопадами.
| Показатель                                          | Янв. | Фев. | Март | Апр. | Май  | Июнь | Июль | Авг. | Сен. | Окт. | Нояб. | Дек. | Год   |
| --------------------------------------------------- | ---- | ---- | ---- | ---- | ---- | ---- | ---- | ---- | ---- | ---- | ----- | ---- | ----- |
| Абсолютный максимум, °C                             | 20,9 | 22,5 | 28,8 | 35,4 | 40,2 | 41,0 | 44,2 | 45,0 | 41,4 | 36,4 | 29,6  | 25,7 | 45,0  |
| Средний суточный максимум, °C                       | 9,7  | 11,4 | 15,9 | 21,2 | 27,3 | 32,6 | 36,0 | 36,0 | 32,6 | 26,3 | 17,8  | 11,4 | 23,2  |
| Средний суточный минимум, °C                        | 2,2  | 3,1  | 6,0  | 10,0 | 14,4 | 18,4 | 21,2 | 21,2 | 18,6 | 14,3 | 8,2   | 3,8  | 11,8  |
| Абсолютный минимум, °C                              | −11  | −8,4 | −6,8 | −1,3 | 5,4  | 10,0 | 14,6 | 13,2 | 10,2 | 1,5  | −3,5  | −8   | −11   |
| Норма осадков, мм                                   | 84,8 | 73,7 | 69,2 | 49,9 | 25,5 | 7,4  | 1,2  | 2,8  | 5,9  | 33,8 | 58,4  | 88,1 | 500,7 |
| Источник: Devlet Meteoroloji İşleri Genel Müdürlüğü |      |      |      |      |      |      |      |      |      |      |       |      |       |

## История

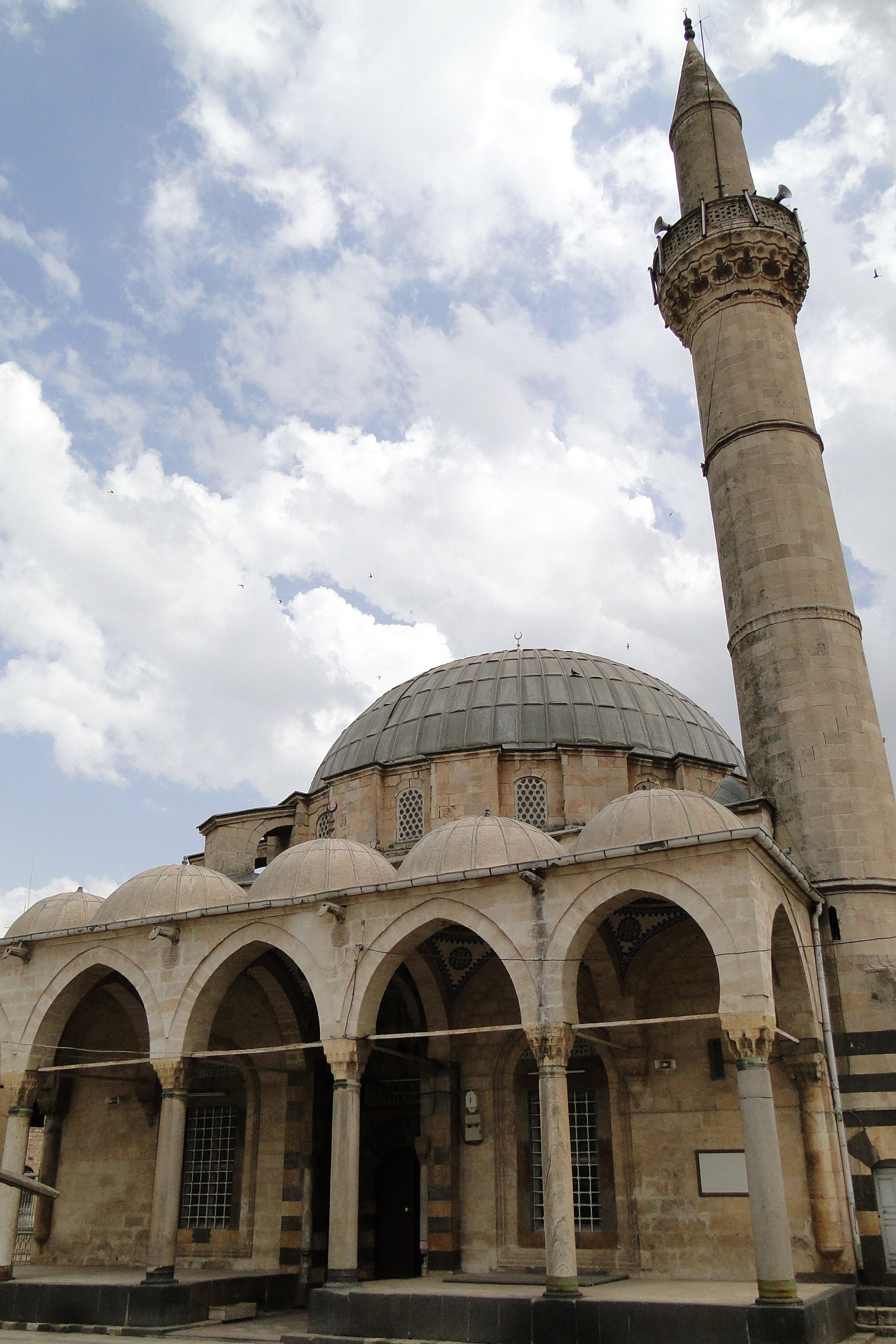
Внешний вид мечети Текке XVI века.

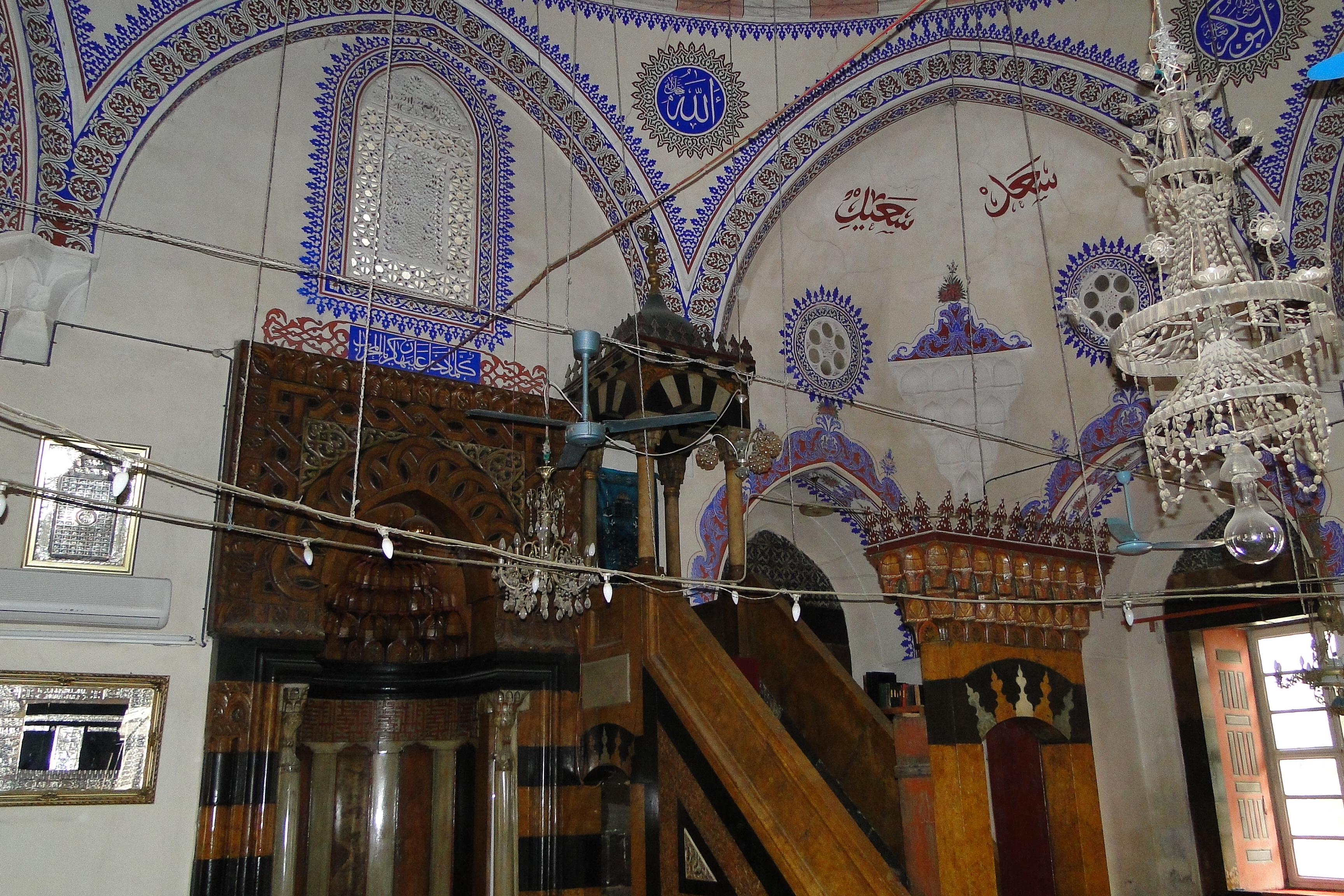
Интерьер мечети Текке.

Хотя нет никакой определённой информации, связанной с его основанием, сегодняшний город Килис в основном развивался и стал урбанизированным в османский период. Археологические исследования и исторические документы доказывают, что город всегда существовал на этом месте в каждом из исторических периодов. В табличках, относящихся к ассирийскому периоду, присутствует название Ки-ли-зи написанное клинописью, и упоминается город, названный «Килиза Сиве Урнагиганти» в период Римской империи.
В окрестностях Килиса в результате археологических исследований были обнаружены остатки древних поселений, начиная с периода неолита. Хеттский, греческий, персидский, римский, византийский, крестоносный, мамлюкский и османский периоды также оставили после себя следы соответственно, когда город находился их под властью.
В результате исследований было установлено, что 2 старейших сооружения (мечеть Улу, 1388 год и мечеть Катранчи, 1460 год) в центре города относятся к мамлюкскому периоду. Помимо этих двух мечетей, с 1516 года в османский период было построено около 135 монументальных сооружений.
В эпоху Айюбидов в городе началась история курдской династии Манд, или Манташах. Манд, прослеживали свою родословную до самого Аббаса, первоначально семья получила контроль над Кусейром, а затем также над Африном и Килисом. Их потомки продолжали править Килисом, хотя временами их правление иногда прерывалось, вплоть до османских времён. Их последним представителем был Хусейн Джанпулад, убитый в 1610 году. После этого оставшиеся члены семьи Джанпулада бежали в Ливан и породнились с друзами, став семьей Джумблат.
Население Килиса составляло 20 000 человек, это был город, в котором в конце XIX века были развиты промышленное производство, торговля и культура, это также было место, где обрабатывалась сельскохозяйственная продукция (такие как виноград, зерновые и т.д.), выращиваемая в почти 500 деревнях вокруг него, а также производились и продавались промышленные товары.
Как и во всей османской географии, представители трёх основных религий (ислам, христианство и иудаизм) жили здесь вместе, а культура и искусство были высоко развиты. 51 мечетей, 4 ложи дервишей, 8 медресе, 4 церкви, 1 синагога, 31 фонтан, 5 турецких бань, 40 кофеен, 5 аптек и 5 питейных заведений, которые присутствовали в городе в конце XIX века, дают информацию о социальной и культурной структуре в этом городе. Развивались поэзия, музыка, ремёсла и особенно архитектура.
Килис был частью алеппского вилайета Османской империи до Первой мировой войны, после которой он перешёл к Турецкой Республике. Существовала также армянская и еврейская общины. Значительное армянское население подверглось преследованиям и в конечном итоге было уничтожено во время геноцида армян.
Килис является домом для около 104 000 сирийцев, которые бежали из Сирии охваченной гражданской войной, которая началась в 2011 году, согласно данным иммиграционной службы за февраль 2021 года. Это единственный город в Турции, в котором проживают в большей степени беженцы, чем коренное население. По этой причине правительство обратилось в Нобелевский комитет с просьбой официально вручить городу премию мира в этом году.
С января 2016 года по городу было нанесено 49 ракетных ударов с южной границы с территории контролируемой ИГИЛ. От этих ракетных и артиллерийских атак погибли 17 человек, а 58 получили ранения (апрель 2016 года). Также были повреждены многочисленные здания и транспортные средства. В октябре руководство Килиса запретило демонстрации, чтобы не возникало напряженности между сирийскими просителями убежища и местным населением. В апреле 2016 года город был поражён ракетами, выпущенными с терроритории контролируемой ИГИЛ, убив 21 человека и ранив многих других.
Будучи пограничным городом с Сирией, Килис издавна имел дурную репутацию места контрабанды и незаконного оборота наркотиков, а также подпольной работорговли.

## Население
Население города составляло 20 000 человек в 1927 году, 45 000 в 1970 году, 60 000 в 1980 году и 85 000 в 1990 году. Затем в 1990-х годах оно упало до 70 000 к 2000 году. В 2010 году население составляло 82 109 человек. По результатам переписи населения, проведённой в 2015 году, население города составляет 97 411 человек, а общая численность населения провинции 130 655 человек. В 2013 году 49,6% населения провинции состояло из людей моложе 25 лет, 42,7% в возрасте от 25 до 65 лет, 7,7% старше 65 лет.

## Экономика
Наиболее отличительной особенностью индустрии является то, что она ориентирована на потенциал сельскохозяйственных и животноводческих ресурсов. Оливковые, виноградные и пшеничные продукты, которые занимают важное место в сельском хозяйстве провинции, также используются в обрабатывающей промышленности; меласса, спирт, оливковое масло и булгур используются в качестве исходных материалов на производственных объектах. Виноград и оливки, в частности, составляют две важные группы продуктов, которые придают местной промышленности дополнительную ценность.
Килисская промышленная зона (КПЗ) создана на площади 90 гектаров. В общей сложности 37 промышленных участков доступны, самый маленький из которых составляет 4 762 м², а самый большой 42 818 м². Помимо КПЗ, есть и другие промышленные объекты. На этих объектах; меласса, оливковое масло, булгур, сарай, перец, тахини-халва, сума (чистый спирт), пластиковые упаковочные пакеты, мыло, одеяла, готовые к употреблению, а также 39 заводов по производству оливкового масла.

## Архитектура
Город, в котором доминирует традиционная каменная архитектура, имеет органическую структуру. Узкие улочки, каменные стены и дома с внутренними двориками создают структуру города вместе с монументальными зданиями. Дома Килиса имеют форму в зависимости от влияния климата и культурных подходов, и их нелегко обнаружить снаружи, так как они окружены высокими стенами. Вы можете видеть дома как места, расположенные вокруг больших дворов, когда входите в дверь, которая открывается на улицу или тупиковую улицу.

## Кухня
Известен местный кебаб, известный как Килис Тава, а также хлеба, пахлава, кюнефе и фаршированные овощи. Кухня Килис несёт в себе особенности турецкой кухни, но также отражает особенности кухни Алеппо. В то время как жирные и пряные блюда находятся на переднем крае, количество блюд с оливковым маслом также велико. Оливковое масло получается из высококачественных оливок, выращенных в этом районе, и является незаменимым в кухне Килиса. Основу блюд составляют мясо и булгур, но в зависимости от сезона также изготавливаются блюда из овощей.
Килис славится своей мелассой. Самое известное блюдо Килис-сковорода.

### Мясные блюда
Пельмени, орук, куббулмышие, сырые пельмени, шашлык с пастой.

### Сочные блюда
Кислый малхита, лебения, деревенская аши, келле пака, чесночная аши, шишбелек, хлебная аши, орман.

### Плов
Симит аши, моджеддере (булгурский плов с чечевицей), кешкек, фирикский плов.

### Овощные блюда
Акур, шихалемахше, фаршированные тыквы, долма (с мясом и оливковым маслом), фаршированные баклажаны, фаршированные перцы, фаршированные помидоры.

### Сладости
Катлама Килиса, кеннет камору, майя кахк (печенье), геребич, хедик, сырная халва, беллурия, пахлава, хайтайла

## Образование

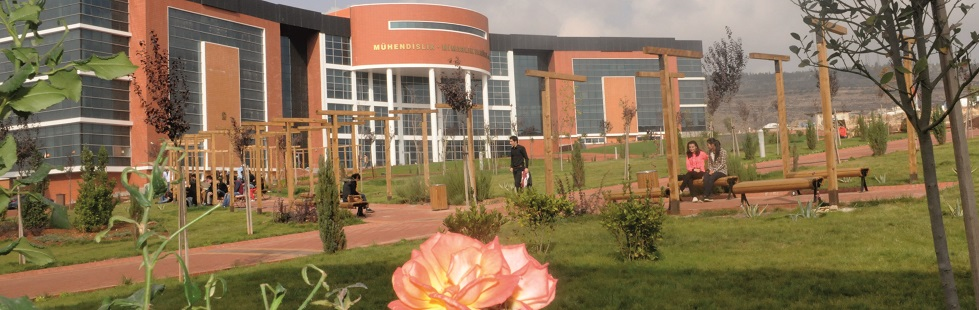
Университет Килиса 7 Аралик.

Единственным высшим учебным заведением в городе является университет Килиса «7 декабря», основанный в 2007 году. В настоящее время в университете обучается около 8000 студентов.
Университет имеет 3 кампуса:
- Центральный кампус
- Кампус Караташ
- Кампус Мерсидабик

## Достопримечательности
Достопримечательности города включают в себя несколько мечетей османской эпохи и каменные дома с внутренними дворами и искусной резьбой по дереву.

### Мечети
- Канболат или Текке, построенный в XVI веке[16].
- Муаллак, построенный в XVI веке[16].
- Гаджи Дервиш, построенный в 1551 году[16].
- Шейхлер или Шейх Сулейман, построенный в 1655 году[16].
- Хиндиоглу, построенный в 1664 году[16].
- Аккурун, построенный в XVI или XVII веке[16].
- Шейх, построенный в 1569 году[16].
- Шейх Хиляль, минарет был построен в 1641 году[16].
- Катранчи или Алачали, нынешняя структура была перестроена в 1962 году[16].
- Муртаза, построенный в 1659 году, отремонтирован в 1948 году[16].
- Кюнейне, построенный в 1569 году[16].

### Мавзолеи (тюрбе)
- Мавзолей шейха Мансура
- Мавзолей шейха Мухаммеда Бедеви (Риттали)
- Мавзолей шейха Мухаммеда Энсари

### Ложи дервишей (текке)
- Шурахбиль бин Хасана Дервишская ложа и Мавзолей

### Турецкие бани (хамамы)
- Старые (Эски) Бани
- Ванны Паши
- Тулу (Далтабан-паша) Бани